# Camponotus jianghuaensis
Camponotus jianghuaensis é uma espécie de inseto do gênero Camponotus, pertencente à família Formicidae.